# Убийство на Ейбрахам Линкълн
Ейбрахам Линкълн е убит на 14 април 1865 година от известния сценичен актьор Джон Уилкс Бут, докато 16-ият президент на Съединените Щати гледа пиесата Нашият американски братовчед в театъра на Форд във Вашингтон. Прострелян в главата, Линкълн умира на следващия ден в 7:22 часа сутринта в къщата на Питърсън, намираща се срещу театъра.
Той е първият убит американски президент, а погребението му е последвано от продължителен период на национален траур.
Извършено в края на Американската гражданска война, убийството е част от по-голям заговор на Бут, целящ да съживи каузата на Конфедерацията, като се отстранят тримата най-важни служители на правителството на Съединените Щати. Заговорниците Люис Пауъл и Дейвид Херолд имат задача да убият държавния секретар Уилям Х. Сюард, а Джордж Ацерод – вицепрезидента Андрю Джонсън. С изключение на смъртта на Линкълн замисленият заговор се проваля: Сюард е само леко ранен, а убиецът на Джонсън губи кураж. След драматично първоначално бягство и 12-дневно издирване Бут е убит. Пауъл, Херолд, Ацерод и Мери Сурат по-късно са осъдени от военен съд и обесени за участието им в заговора.

## Предистория

### Първоначален план за отвличане
Джон Уилкс Бут, роден в Мериленд в семейство на изявени сценични актьори, до момента на убийството е станал известен актьор и национална знаменитост. Той е и откровен симпатизант на Конфедерацията; в края на 1860 г. е посветен в проконфедеративните рицари на Златния кръг в Балтимор.
През март 1864 г. Юлисис Грант, командир на армиите на Съюза, прекратява размяната на военнопленници с армията на Конфедерацията, за да увеличи натиска върху изгладнелия за човешка ръка Юг. Бут замисля план за отвличане на Линкълн, за да изнуди Севера във възобновяването на обмена на затворници и вербува Самюел Арнолд, Джордж Ацерод, Дейвид Херолд, Майкъл О’Локлен, Люис Пауъл (известен още като „Люис Пейн") и Джон Сурат да му помогнат. Майката на Джон, Мери Сурат, напуска хана си в Суратсвил, Мериленд, и се мести в къща във Вашингтон, където Бут става чест посетител.
Въпреки че Бут и Линкълн не се познават лично, Линкълн бил гледал Бут в Театъра на Форд през 1863 г.. След убийството актьорът Франк Мордаун пише, че Линкълн, който очевидно не е подозирал Бут, му се възхищавал и многократно го канил (безуспешно) да посети Белия дом.  :с. 325 – 6 Доказано е, че Бут присъства на встъпването в длъжност на Линкълн за втория му мандат на 4 март, като записва в дневника си: „Какъв отличен шанс имах, ако желаех, да убия президента в деня на встъпването му!“
Първоначално Бут и другите конспиратори планират да отвлекат президента на 17 март, докато се завръща от пиеса във военната болница в Кембъл. Но Линкълн вместо това присъства на церемония в хотел Национал; Бут по това време живее именно там, но пропуска удобния случай, защото чака в болницата.
Междувременно Конфедерацията се разпада. На 3 април Ричмънд, столицата на конфедерацията, е завладяна от армията на Съюза. На 9 април главнокомандващият армиите на конфедеративните държави Робърт Лий и неговата армия на Северна Вирджиния се предават на Юлисис Грант и неговата армия от Потомак след битката при Апоматокс. Президентът Джеферсън Дейвис и други служители на Конфедерацията бягат. Но Бут продължава да вярва в каузата на Конфедерацията и търси начин да я спаси.

### Мотив
Съществуват различни теории за мотивите на Бут. В писмо до майка си той пише за желанието си да отмъсти за Юга.  Дорис Кирнс Гудуин подкрепя идеята, че друг фактор е съперничеството на Бут с известния му по-голям брат – актьора Едвин Бут, който е лоялен юнионист. Дейвид С. Рейнолдс смята, че Бут силно се възхищава на аболициониста Джон Браун; сестрата на Бут Азия Бут Кларк го цитира: „Джон Браун бе вдъхновен човек, най-великият герой на века!“  На 11 април Бут присъства на речта на Линкълн в Белия дом, в която Линкълн насърчава правото на глас за чернокожите и Бут казва „Това е последната реч, която той ще произнесе." Разгневен, Бут подтиква Люис Пауъл да застреля Линкълн на място. Не е ясно дали Бут го прави, защото не е въоръжен и/или защото смята Пауъл за по-добър стрелец (Пауъл, за разлика от Бут, е служил в армията на Конфедерацията и имал военен опит). Във всеки случай Пауъл отказва поради страх от тълпата, а Бут или не е в състояние, или не иска лично да направи опит за покушение срещу президента. Той обаче казва на Дейвид Херолд: „Бог ми е свидетел, ще му го върна“. 

### Предчувствията на Линкълн
Според Уорд Хил Ламон, три дни преди смъртта си Линкълн разказва за сън, в който се скита в Белия дом, търсейки източника на печални звуци:
„Продължих докато не стигнах до Източната Стая, където и влязох. Там сварих отвратителна изненада. Пред мен имаше катафалка, на която лежеше тяло обвито в погребални покривала. Около него се бяха наредили войници, които упражняваха ролята на пазачи; имаше и тълпа от хора, взиращи се скръбно в тялото, чието лице беше покрито, а някои ридаеха жално."Кой от Белия Дом е починал?" попитах аз един от войниците, „Президентът беше убит от убиец“ отговори той.“
Линкълн обаче казва на Ламон, че „В този сън не бях убит аз, а някой друг. Изглежда, че този призрачен убиец си е пробвал късмета върху някой друг."   Изследователят на паранормалното Джо Никел пише, че сънищата за убийство не биха били неочаквани, като се имат предвид Балтиморският заговор (1861) и друг неуспешен опит за убийство, при който куршум оставя дупка в шапката на Линкълн.
Месеци наред Линкълн изглежда блед и изтощен, но на сутринта в деня на убийството той споделя колко е щастлив. Първата дама Мери Тод Линкълн смята, че подобни приказки носят лош късмет. Линкълн казва на кабинета си, че е сънувал, че се намира на „единствен и неописуем кораб, който се движи с голяма бързина към тъмен и неопределен бряг“, и че сънувал същия сън преди „почти всяко голямо и важно събитие от войната“ като победите при Антиетам, Мърфрисборо, Гетисбърг и Виксбург.

### Подготовка
На 14 април денят на Бут започва още в полунощ. Той пише на майка си, че всичко е наред, но че „бърза“. В дневника си записва: „след като нашата кауза е почти загубена, трябва да се направи нещо решаващо и голямо“.
Докато е в театъра на Форд около обяд, за да вземе пощата си, Бут научава, че се очаква там Линкълн и Грант да гледат същата вечер Нашият Американски Братовчед. Това му осигурява особено добра възможност за действие, тъй като познава плана на театъра и е запознат с персонала му – няколко пъти е играл там. Той отива в пансиона на Мери Сурат във Вашингтон и я моли да достави пратка до хана ѝ в Суратсвил, Мериленд, и да предаде на наемателя си Луис Дж. Вайхман да подготви оръжията и боеприпасите, които Бут предварително е складирал в хана.
Конспираторите се срещат за последно в 7 вечерта. Бут възлага на Луис Пауъл да убие държавния секретар Уилям Х. Сюард в дома му, Джордж Ацерод да убие вицепрезидента Андрю Джонсън в хотел „Къркууд“, а Дейвид Е. Херолд трябва да упъти Пауъл (който не познава Вашингтон) до къщата на Сюард и след това към срещата с Бут в Мериленд.
Джон Уилкс Бут е единственият популярен член на заговора. Вероятно той с право (но в крайна сметка неправилно) предполага, че входът на президентската ложа ще бъде охраняван и че той би бил единственият със значителен шанс да проникне при президента или поне да влезе в ложата му без да го претърсят за оръжие. Бут планира да застреля Линкълн от упор с еднозарядния си Деринджър и след това да намушка Грант с нож. Планът е всички убийци да нападнат едновременно малко след десет часа вечерта. Ацерод се опитва да се откаже от заговора, който до този момент включва само отвличане, а не убийство, но Бут го притиска да продължи.

## Убийството
Противно на това, което Бут научава, Грант и съпругата му, Джулия Грант, отказват да придружат семейство Линкълн, тъй като Мери Линкълн и Джулия Грант не са в добри отношения. Последователно и други също отказват поканата на семейство Линкълн, докато накрая приемат майор Хенри Ратбоун и годеницата му Клара Харис (дъщеря на сенатора от Ню Йорк Ира Харис). В един момент Мери Линкълн получава главоболие и е склонна да остане у дома, но Линкълн ѝ казва, че трябва да присъства, защото вестниците са го обявили.  Прислужникът на Линкълн, Уилям Х. Крук, го съветва да не ходи, но Линкълн отвръща, че е обещал на жена си. Линкълн казва на говорителя на Камарата на представителите Шуйлер Колфакс: „Предполагам, че е време да отида, въпреки че бих предпочел да остана“, преди да помогне на Мери да се качи в каретата.
Президентската компания пристига късно и се настанява по местата си (две съседни ложи с отстранена разделителна преграда). Пиесата прекъсва и оркестърът свири „Приветствие за лидера“, докато цялата зала от около 1700 души се вдига на крака с аплодисменти. Линкълн седи на люлеещ се стол, който е избран за него сред личното обзавеждане на семейство Форд.  
В чест на Линкълн актьорският състав изменя реплика от пиесата: когато героинята пита за място, защитено от повиквателно за наборна служба, отговорът по сценарий: „Е, ти не си единствената, която иска да избегне военна служба бива заменен с „Проектът вече е спрян със заповед на президента!“ Член от публиката забеляза, че Мери Линкълн често привличала вниманието на съпруга си към действията на сцената и „сякаш ѝ доставяло голямо удоволствие да бъде свидетел на насладата му“.
В един момент Мери Линкълн прошепва на Линкълн, който държал ръката ѝ, „Какво ще помисли госпожица Харис за това, че съм така привързана към теб?“, на което Линкълн отговаря: „Нищо няма да си помисли“. През следващите години тези думи традиционно се считат за последните думи на Линкълн, въпреки че Н.У. Майнър, семеен приятел, твърди през 1882 г., че Мери Линкълн му е споделила, че последните думи на Линкълн изразяват желание да посети Йерусалим

### Покушението
С охраната на ложата на президента е натоварен полицаят Джон Фредерик Паркър (икономът Крук не присъства, а бодигардът Уорд Хил Ламон е извън града). В антракта полицаят отива в близкия бар заедно с прислужника на Линкълн, Чарлз Форбс и кочияша Франсис Бърк. Не е ясно дали се е върнал в театъра, но със сигурност не е бил на поста си, когато Бут прониква в ложата. Във всеки случай не е сигурно, че на знаменитост като Бут е щял да бъде отказан достъп, а фактът, че Бут е подготвил скоба за залостване на вратата отвътре означава, че той очаква съпротива от охраната. Бут влиза в театъра около 10:10 през главния вход. Преминава през балкона и отива към вратата на президентската ложа, където показва визитната си картичка на Чарлз Форбс. Военноморският хирург Джордж Брейнерд Тод свидетелства:
Около 10:25 вечерта дойде един мъж и бавно тръгна в посока към ВИП ложата. Чух някой да казва, „Това е Бут!“ и обърнах глава, за да го видя. Той все още ходеше много бавно и почти бе стигнал до вратата на ложата, когато спря, извади една карта от джоба си, написа нещо върху нея и я подаде на разпоредителя, който я занесе в ложата. След минута вратата се отвори и той влезе вътре.
След като влиза през вратата, която се отваря навътре, Бут я барикадира с подготвената скоба. От тук втора врата води към ложата на Линкълн. Има свидетелства, че по-рано през деня Бут пробива дупка в тази втора врата, въпреки че това не е сигурно.
Бут знае пиесата наизуст и изчаква смеха след една от най-добрите реплики на пиесата, за да стреля. Линкълн се смее на тази реплика, когато Бут отваря вратата, пристъпва напред и прострелва Линкълн отзад в главата. Куршумът пробива черепа на Линкълн зад лявото му ухо, преминава през мозъка му и засяда в предната част на черепа. Линкълн се отпуска на стола си, след което пада назад. Ратбоун се обръща и вижда Бут, обгърнат в барутен дим, на по-малко от четири фута зад Линкълн; Бут крещи нещо, което според Ратбоун звучи като „Свобода!“ 
Ратбоун скача от мястото си и се сборичква с Бут, който изпуска пистолета и изважда кама, с която намушква Ратбоун в лявата предмишница. Последният не го пуска, докато Бут се подготвя да скочи на сцената от височина дванадесет метра. Шпората на Бут се оплита в едно от знамената, украсяващи ложата, и той се приземява накриво на левия си крак. Когато започва да пресича сцената, мнозина от публиката смятат, че това е част от пиесата. Над главата си Бут държи окървавения нож и крещи нещо към публиката. Има различни версии: традиционната е, че Бут изкрещял мотото на щата Вирджиния, Sic semper tyrannis! („Винаги така за тираните“) или от ложата, или от сцената. Свидетелските показания се разминават: едни си спомнят Sic semper tyrannis! но други, включително и самият Бут в дневника си казва, че е само Sic semper!  Други не си спомнят да са чули нещо на латински. Подобна несигурност съществува и относно това как по-нататък Бут вика на английски: „Югът е отмъстен!“, „Отмъщение за юга!“, или „Югът ще бъде свободен!“; а двама свидетели си спомнят думите на Бут като: „Направих го!“.
Веднага след падането на Бут на сцената, майор Джоузеф Б. Стюарт се хвърля да го преследва. Писъците на Мери Линкълн и Клара Харис и виковете на Ратбоун „Спрете този човек!“ подтикват и други да се включат в преследването и настъпва хаос.
Бут успява да избяга през страничната врата, като пътьом намушква диригента Уилям Уидърс (младши). Навън в уличката го чака подготвен от него кон. Когато скача на седлото, Бут удря с дръжката на ножа си Джоузеф Бъроуз, който държи коня, и го поваля.   

### Смъртта на Линкълн
Чарлз Лийли, млад армейски хирург, си проправя път през тълпата към вратата на ложата на Линкълн, но тя не може да се отвори. Ратбоун скоро забелязва и маха дървената скоба, с която Бут я е залостил. Лийли влиза и намира Линкълн, седнал с наклонена надясно глава, докато Мери го държи и ридае: „Очите му бяха затворени и той беше в дълбоко коматозно състояние, а дишането му беше неравномерно и с все повече хрипове“  Мислейки, че Линкълн е намушкан, Лийли го премества на пода. Междувременно друг лекар, Чарлз Сейбин Тафт, е повдигнат от сцената в ложата.
След като Тафт и Лийли разтварят ризата на Линкълн и не намират прободна рана, Лийли открива огнестрелната зад лявото ухо. Куршумът е прекалено дълбоко, за да бъде изваден, но лекарят успява да извади съсирек, след което дишането на Линкълн се подобрява; той установява, че редовното отстраняване на нови съсиреци поддържа дишането на Линкълн. След като му прави изкуствено дишане, той разрешава на актрисата Лора Кийни да положи главата на президента в скута си и обявява раната за смъртоносна.
Лийли, Тафт и трети лекар, Албърт Кинг, смятат, че Линкълн трябва да бъде преместен, но пътуването с карета до Белия дом е твърде опасно и решават да пренесат президента в една от къщите срещу театъра. Докато седем войници внимателно изнасят Линкълн от театъра, ги посреща разгневено множество. Насочват ги към къщата на шивача Уилям Петерсен, където изключително високият Линкълн е поставен диагонално на леглото в спалнята на първия етаж на Питърсън.
Пристигат още лекари: генерал-хирург Джоузеф Барнис, Чарлз Хенри Крейн, Андерсън Руфин Абът и Робърт К. Стоун (личният лекар на Линкълн). Всички са единодушни, че Линкълн няма да оцелее. Барнис изследва раната, като локализира куршума и някои костни фрагменти. През цялата нощ, докато кръвоизливът продължава, те отстраняват кръвни съсиреци, за да облекчат напрежението върху мозъка, а Лийли държи здраво ръката на президента, „за да му даде да разбере, че е още е на земята, където има приятел до себе си".
По-големият син на Линкълн, Робърт Тод Линкълн, пристига някъде след полунощ, но дванадесетгодишният Тад Линкълн е държан настрана. Пристигат министърът на ВМС Гидеон Уелис и военният министър Едуин М. Стантън. Стантън настоява ридаещата Мери Линкълн да напусне стаята, след което през останалата част от нощта управлява правителството на САЩ от къщата, включително насочвайки издирването на Бут и неговите съучастници. Охраната държи публиката настрана, но много висши лица и лекари успяват да отдадат почитта си.
Първоначално изражението на Линкълн е спокойно, а дишането му бавно и стабилно. По-късно едното му око се подува, а дясната страна на лицето му губи цвета си. Маунсел Фийлд, помощник финансов министър, пише в писмо до Ню Йорк Таймс, че президентът след това е започнал „да диша нормално, но с усилия и не изглежда да се бори или да страда“.  Когато наближава сетният му час, изражението на Линкълн става „напълно естествено“ (с изключение на обезцветяването около очите). Малко преди 7 ч. на Мери е позволено да се върне при Линкълн,  и както Диксън съобщава, „тя отново седна до президента, целувайки го и го наричайки го с всяко мило име“.
Линкълн умира в 7:22 ч. сутринта на 15 април. Мери Линкълн не присъства . В последните мигове лицето му е спокойно, а дишането му – по-тихо.  Фийлд пише, че "няма видимо страдание, няма конвулсивни действия, няма дращене в гърлото ... [само] обикновено спиране на дишането".  Според секретаря на Линкълн Джон Хей в момента на смъртта на Линкълн „вид на неописуем мир се появи върху изстрадалите му черти“. Събралите се коленичат за молитва, след което министър Стантън казва или „Сега той принадлежи на времето“, или „Сега той принадлежи на ангелите“.

## Другите две покушения
Люис Пауъл трябва да убие държавния секретар Уилям Х. Сюард. Известно време преди това обаче на 5 април Сюард е изхвърлен от каретата си, получавайки сътресение, счупена челюст и счупена ръка. В нощта на планираното убийство той е прикован на леглото в дома си в парк Лафайет. Насочван от Херолд, Пауъл стига до къщата, въоръжен с нож и револвер Уитни (голям, тежък пистолет, разпространен по времето на Гражданската война). Той почуква на вратата в 10:10 - същия час, когато Джон Уилкс Бут си проправя път към президентската ложа. На
Уилям Бел, афроамериканския иконом на Сюард, казва, че носи лекарство от лекаря на Сюард и че трябва лично да покаже на последния как да го приема. Преодолявайки скептицизма на иконома, Пауъл се изкачва по стълбите до третия етаж. Там е спрян от сина на Сюард, помощник държавният секретар Фредерик У. Сюард, пред когото повтаря историята с лекарството, но подозрителният Фредерик отговаря, че баща му спи.
Чувайки гласовете им, дъщерята на Сюард, Фани, излиза от стаята му и казва: „Фред, сега татко е буден“, като по този начин разкрива къде точно е Сюард. Пауъл се обръща, сякаш за да се върне обратно, но изведнъж вади пистолета, насочва го към челото на Фредерик и натиска спусъка. Оръжието засича, затова той удря Фредерик с него и го поваля в несвяст. Икономът Бел изтичва навън за помощ с викове „Убийство! Убийство!".
Пауъл се вмъква покрай Фани към леглото на Сюард и го намушква с нож по лицето и шията, като разрязва бузата му. За щастие шините, прикрепени към счупената челюст на Сюард, попречват на острието да прониже югуларната му вена. В крайна сметка той се възстановява, макар и със сериозни белези по лицето.
Синът на Сюард, Огъстъс, и сержант Джордж Ф. Робинсън, назначен за охрана на Сюард, чуват писъците на Фани и нападат Пауъл, като в борбата с него получават прободни рани. Докато Огъстъс търси оръжие, Пауъл тича към изхода, където среща Емерик Ханзел, пратеник на Държавния департамент. Пауъл намушква Ханзел в гърба, след което бяга навън с викове „Полудял съм! Полудял съм!". Суматохата от къщата плаши Херолд, който бяга, оставяйки Пауъл да се лута сам в непознатия град.
Другата мишена на заговорниците, вицепрезидентът Андрю Джонсън, е отседнал в къщата на Къркууд във Вашингтон. Ацерод трябвало да отиде в стаята на Джонсън в 10:15 и да го застреля. На 14 април Ацерод наема стая точно над тази на Джонсън; на следващия ден той пристига в уречения час и въоръжен с пистолет и нож отива до бара долу, където разпитва бармана за Джонсън. В крайна сметка обаче се напива и тръгва да блуждае из улиците, като в един момент захвърля ножа си. Към 2 ч. сутринта стига до хотел Пенсилвания Хаус, където си наема стая и заспива.
По-рано същия ден Бут спира до къщата на Къркууд и оставя бележка за Джонсън: „Не искам да ви безпокоя. Вкъщи ли сте? Дж. Уилкис Бут." Според една теория Бут се опитва да разбере дали Джонсън ще бъде в Къркууд тази вечер; според друга, Бут се опасява, че Ацерод няма да успее да убие Джонсън, и с бележката си възнамерява да замеси вицепрезидента в заговора.

## Отзвук
След смъртта на Линкълн вицепрезидентът Джонсън става президент и е въведен в поста от върховния съдия Салмън Чейс между 10 и 11 ч. сутринта на 15 април, което се пада Великден. Линкълн е възхваляван в проповеди  и оплакван както на север и на юг в САЩ, така и по целия свят. Множество чуждестранни правителства издават прокламации и обявяват периоди на траур на 15 април.
На 18 април опечалените се нареждат по седем един до друг в цяла миля, за да видят Линкълн в ореховия му ковчег, изложен в траурната Източна стая на Белия дом. Специални влакове докарват хиляди от други градове, някои от които спят на поляната на Капитолия. Стотици хиляди гледат погребалната процесия на 19 април и още милиони се нареждат по 2700 километровия (1700 мили) маршрут на влака, който откарва останките на Линкълн през Ню Йорк до Спрингфийлд (Илинойс), като често по пътя му се отдава почит под формата на събрали се множества, палене на огньове и пеене на химни.
Поетът Уолт Уитман пише „Когато люляците цъфтят последно в двора“, „О, капитане! Мой капитане!“ и още две стихотворения, за да възхвали Линкълн.
Юлисис С. Грант нарича Линкълн „безспорно най-великият човек, когото познавах“. Робърт Е. Лий изразява тъга. Родената в Юга Елизабет Блеър казва, че „Тези с родени в Юга симпатии знаят, че сега са загубили приятел, готов и по-способен да ги защитава и да им служи, отколкото могат да се надяват да намерят отново“. Афро-американският оратор Фредерик Дъглас нарича убийството „неописуемо бедствие“.
Британският външен министър лорд Ръсел нарича смъртта на Линкълн „тъжно бедствие“. Главният държавен секретар на Китай по въпросите на външните работи принц Кунг казва, че е „неизразимо шокиран и поразен“. Президентът на Еквадор Габриел Гарсия Морено казва: „Никога не бих си помислил, че щат Вашингтон ще бъде унизен от такова черно и ужасно престъпление; нито бих си помислил, че г-н Линкълн ще стигне до такъв ужасен край, след като служи на страната си, която има такава мъдрост и слава при толкова критични обстоятелства." Правителството на Либерия издава прокламация, в която нарича Линкълн „не само владетел на собствения си народ, но и баща на милиони от поразената и потисната раса“. Правителството на Хаити осъжда убийството като „ужасно престъпление“.

## Бягство и залавяне на заговорниците
В рамките на половин час след бягството си от театъра на Форд, Бут прекосява моста Нейви Ярд (Navy Yard Bridge) в Мериленд. Един армейски страж го разпитва за късното му пътуване; Бут казва, че се прибира в близкия град Чарлз. Въпреки че е забранено на цивилни да преминават по моста след 9 вечерта, стражата го пуска. Дейвид Херолд успява да прекоси същия мост малко по-късно и се среща с Бут. След като вземат оръжия и боеприпаси, съхранявани преди това в Суратсвил, Херолд и Бут отиват до дома на Самюел Мъд, местен лекар, който шинира крака на Бут и по-късно му прави чифт патерици.
След един ден в къщата на Мъд, Бут и Херолд наемат местен водач до къщата на Самюел Кокс. Кокс от своя страна ги води при Томас Джоунс, симпатизант на Конфедерацията, който укрива за пет дни Бут и Херолд в блатото Зекия, докато успеят да пресекат река Потомак. На 24 април следобяд те пристигат във фермата на Ричард Х. Гарет, тютюнопроизводител в окръг Кинг Джордж, Вирджиния. Бут се представя за ранен войник на Конфедерацията.
В писмо от 15 април до Тод брат му разказва за слуховете във Вашингтон:
„Днес целият град скърби, като почти всяка къща е в черно, и не съм видял нито усмивка, нито работа, а много сурови мъже са в сълзи. Някои рапорти твърдят, че Бут е затворник, а други – че е успял да избяга. Но според получените тук заповеди, мисля че е арестуван и че ще бъде поставен под стража през нощта, за негова безопасност, тъй като гневът на събралата се тълпа няма край.“
Преследването на заговорниците бързо се превръша в най-мащабното в историята на САЩ, включвайки хиляди федерални войници и безброй цивилни. Министър Едуин М. Стантън лично ръководи операцията, отпускайки награди от 50 000 щ.д. (равни на 800 000 щ.д. през 2020 г.) за Бут и по 25 000 щ.д. за Херолд и Джон Сурат.
Бут и Херолд спят в плевнята на Гарет на 26 април, когато войниците от 16-ти нюйоркски кавалерийски полк я обграждат, след което заплашват да я запалят. Херолд се предава, но Бут извиква: „Няма да бъда хванат жив!“ Войниците подпалват плевнята и Бут се втурва към задната врата с пушка и пистолет. Сержант Бостън Корбет се промъква зад плевнята и застрелва Бут в "задната част на главата на около инч под мястото, където изстрелът му [на Бут] е влязъл в главата на г-н Линкълн", прекъсвайки гръбначния му стълб. Бут е изнесен на стълбите на плевнята. Един войник излива вода в устата му, която той изплюва, без да може да преглътне. Бут казва на войника: „Кажи на майка ми, че умирам за родината си“. Неспособен да помръдне крайниците си, той моли да вдигнат ръцете му пред лицето му и докато ги гледа, прошепва последните си думи: „Безполезни... безполезни." Два часа по-късно Бут умира на верандата на фермата на Гарет. Първоначално Корбет е арестуван за неподчинение на заповедта, но по-късно е освободен и до голяма степен е смятан за герой от медиите и обществеността.
Без Херолд, който да го напътства, Пауъл не намира пътя обратно до къщата на Сурат до 17 април. Той казва на чакащите там детективи, че е копач на канавки, нает от Мери Сурат, но тя отрича да го познава. И двамата са арестувани. Джордж Ацерод се скрива във фермата на братовчед си в Джермантаун, Мериленд, на около 40 км северозападно от Вашингтон, където е арестуван на 20 април.
До края на април са арестувани и останалите заговорници с изключение на Джон Сурат, който се укрива при римокатолически свещеници в Квебек. През септември се качва на кораб за Ливърпул и отсяда в католическата църква на Светия кръст. Оттам се движи скришом из Европа, докато не постъпва в полка на зуавите в Папската държава. В началото на 1866 г. обаче е разпознат от съученик, който предупреждава правителството на САЩ. Сурат е арестуван от папските власти, но успява да избяга при подозрителни обстоятелства. Най-накрая е заловен от агент на Съединените щати в Египет през ноември 1866 г.

## Съд и екзекуция
При разследването са арестувани десетки хора, включително много помагачи на заговорниците и всеки, който е имал дори най-малък контакт с Бут или Херолд по време на бягството им. Това включва Люис Дж. Уейхман, пансионер в къщата на г-жа Сурат; брата на Бут Джуниъс (той е в Синсинати по време на убийството); собственика на театъра Джон Т. Форд; Джеймс Пъмфри, от когото Бут наема коня; Джон М. Лойд, кръчмар, който наема механата на г-жа Сурат в Мериленд и снабдява Бут и Херолд с оръжия и провизии през нощта на 14 април; Самюел Кокс и Томас А. Джоунс, които помагат на Бут и Херолд да пресекат Потомак. В крайна сметка всички са освободени с изключение на:
- Самюел Арнолд
- Джордж Ацерод
- Дейвид Херолд
- Самюел Мъд
- Майкъл О'Локлен
- Люис Пауъл
- Едмунд Спранглър (работник в театъра, който предава коня на Бут на Бъроуз)
- Мери Сурат

Обвинените са изправени пред военен съд, свикан от Джонсън, който наследява президентския пост след смъртта на Линкълн и оглавен от генерал-майор Девид Хънтър. Обвинението се води от генералния адвокат на армията на САЩ Джоузеф Холт, подпомаган от конгресмена Джон А. Бингам и майор Хенри Лорънс Бърнет.
Прибягването до военен съд предизвиква критики от страна на Едуард Бейтс и Гидиън Уелс, които смятат, че процесът трябва да се води от граждански съд, но главният прокурор Джеймс Спийд посочва военния характер на заговора и фактите, че подсъдимите са действали като вражески бойци и че по това време в окръг Колумбия е в сила военно положение. (По-късно, през 1866 г., в делото Екс парте Милиган (Ex parte Milligan), Върховният съд на САЩ забранява използването на военни съдилища на места, където действат граждански такива). В случая за произнасяне на присъда „виновен“ се изисква само обикновено мнозинство от съдебните заседатели и мнозинство от две трети за смъртна присъда. Не се предвижда процедура по обжалване, освен директно пред президента Джонсън.
Седемседмичният процес включва показанията на 366 свидетели. Всички подсъдими са признати за виновни на 30 юни. Мери Сурат, Люис Пауъл, Дейвид Херолд и Джордж Ацерод са осъдени на смърт чрез обесване; Самюел Мъд, Самюел Арнолд и Майкъл О'Локлен са осъдени на доживотен затвор. Едмънд Спанглър е осъден на шест години затвор. След като осъждат Мери Сурат на обесване, петима съдебни заседатели подписват писмо, в което препоръчват помилване, но Джонсън отказва да спре екзекуцията; по-късно той твърди, че никога не е виждал писмото.
Мери Сурат, Пауъл, Херолд и Ацерод са обесени в затвора на Форт Макнеър на 7 юли. Мери Сурат е първата жена, екзекутирана от правителството на Съединените щати. О'Локлен умира в затвора през 1867 г., а Мъд, Арнолд и Спанглър са помилвани през февруари 1869 г. от Джонсън. Спанглър, който умира през 1875 г., винаги настоявал, че единствената му връзка със заговора е, че Бут го помолил да държи коня му.
Джон Сурат е съден във Вашингтон през 1867 г. Четирима жители на Елмира, Ню Йорк, твърдят, че са го виждали там между 13 и 15 април; петнадесет други казват, че са видели или него, или някого, който прилича на него, във Вашингтон (или пътуващ към или от Вашингтон) в деня на убийството. Журито не може да постигне консенсус за присъда и Джон Сурат е освободен.